# تپه بالا جاتپه
تپه بالا جاتپه مربوط به دوره ساسانیان است و در شهرستان زنجان، بخش قره پشتلو، روستای قره تپه واقع شده و این اثر در تاریخ ۱۲ بهمن ۱۳۸۱ با شمارهٔ ثبت ۷۴۰۹ به‌عنوان یکی از آثار ملی ایران به ثبت رسیده است.